# Seleucia Pieria

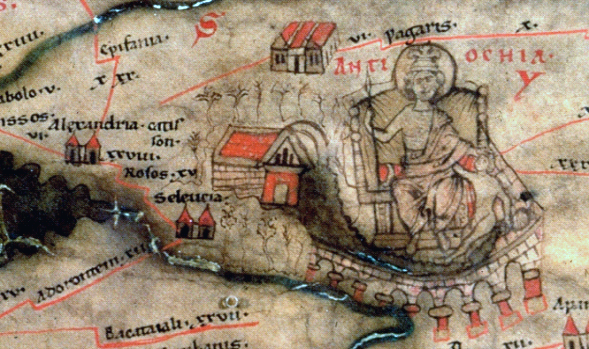
Links aan de monding van Orontes in de Middellandse Zee: Seleucia (Pieria)

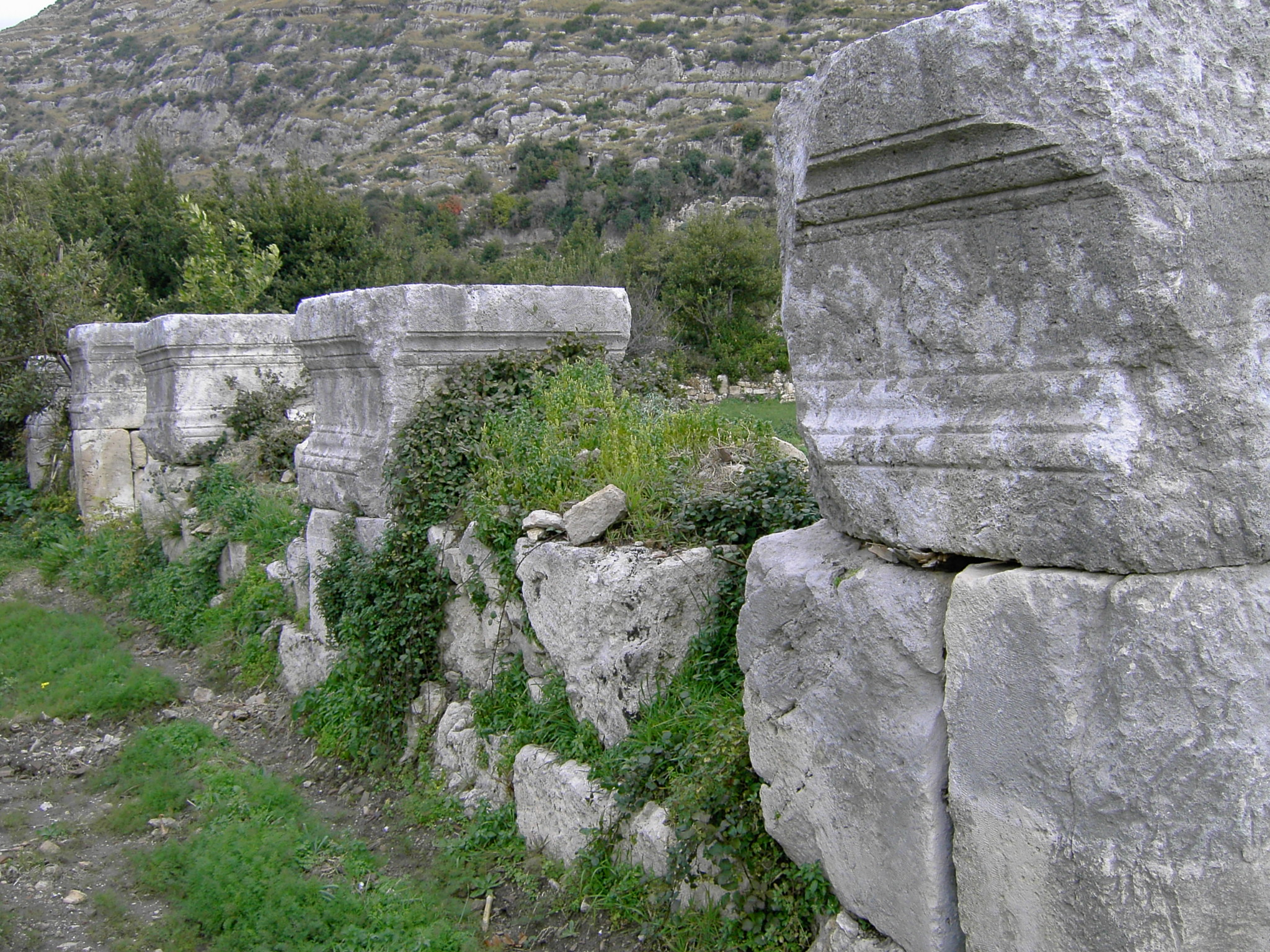
Resten van Romeinse straat

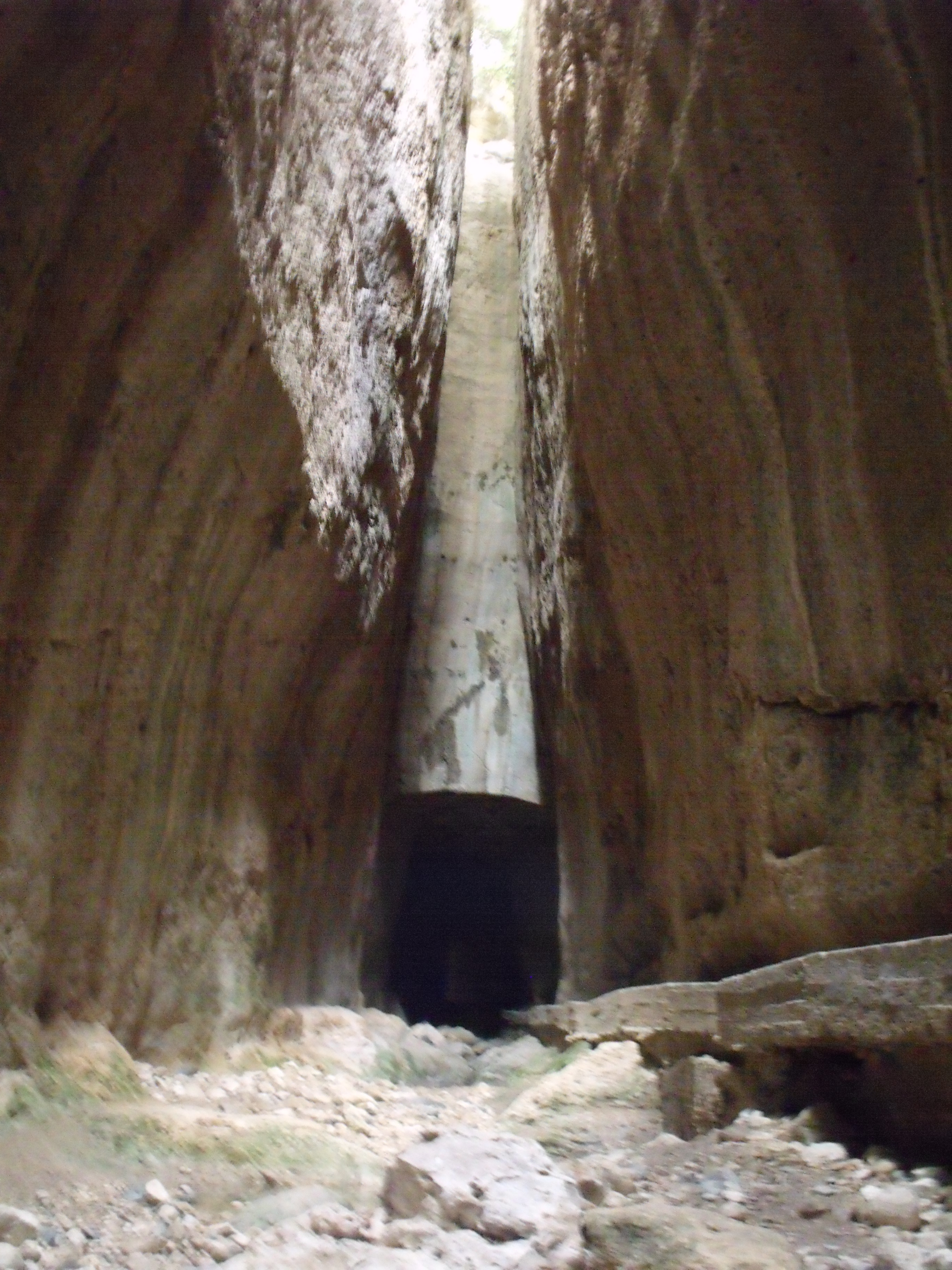
Tunnel van keizer Titus

Seleucia Pieria, ook genoemd Seleucia bij de zee (4e eeuw v.Chr. - 10e eeuw n.Chr.), was een versterkte havenstad ten noorden van de monding van de rivier Orontes in de Middellandse Zee. Het was een citadel goed verschanst in de uitloper Mons Coryphaeus van het Nurgebergte, destijds Mons Amanus genoemd voor het hele gebergte. De citadel speelde een strategische rol voor de Seleuciden, de Romeinen en de Byzantijnen omdat het de maritieme toegang controleerde tot de metropool Antiochië aan de Orontes.
Heden is de meest nabije Turkse stad Samandag.

## Naam
De naam Seleucia komt van zijn stichter Seleucus I Nicator, Macedoniër en stichter van het Seleucidische Rijk in de 4e eeuw v.Chr. De naam Pieria komt van een kuststreek in Macedonië geprangd tegen de Olympusberg; hieraan dachten de Macedoniërs toen zij Seleucia bekeken op de Mons Amanus.

## Historiek
Rond 300 v.Chr. stichtte Seleucus I Nicator de stad die zijn naam droeg. Waarschijnlijk stichtte hij de stad niet van nul. Er zou een stad bestaan hebben, Palaeopolis. Seleucus I Nicator wilde met deze versterkte havenstad concurreren met Alexandrië, gesticht door Alexander de Grote. De hoog gelegen stad Seleucia Pieria keek uit op het estuarium van de Orontes en lag zelf tussen enkele bergrivieren van de Mons Amanus. Deze bergrivieren liepen af naar de Orontes en voorzagen de stad van water. Het was de citadel ter bescherming van de handelsrelaties met Antiochië, stroomopwaarts de Orontes gelegen. Seleucia Pieria had 2 havens, een zogenaamde binnenhaven in het estuarium en een buitenhaven aan de Middellandse Zee.
De dynastie de Seleuciden verloor tijdelijk de controle over Seleucia Pieria tijdens de Syrische oorlogen. Nadien konden de Seleuciden, dankzij Seleucia Pieria, de metropool Antiochië uitbouwen tot de grootste stad van hun rijk. Seleucia Pieria weerstond de aanvallen van de troepen van Tigranes II, heerser van Armenië.
De Romeinse veldheer Pompeius schonk de onafhankelijkheid aan de stadstaat Seleucia Pieria. In ruil werd de citadel een belangrijk militair bolwerk voor de Romeinen. Ze werd grondig uitgebouwd met verdedigingswerken. De omtrek van de citadel was circa 12 km. Seleucia Pieria werd de belangrijkste havenstad van de provincie Syria.
De Romeinen hadden grote moeite met de verzanding van de haven. Romeinse veldheren lieten de havendokken uitgraven door slaven, doch zonder effect. Titus, de overwinnaar van de oorlog in Jeruzalem (70 n. Chr.) liet een tunnel door het gebergte aanleggen. Zo wou Titus vers water naar de havendokken brengen. Deze tunnel wordt de tunnel van Titus genoemd. De graafwerken duurden voort tot de regering van keizer Antoninus Pius (2e eeuw). Het effect was tijdelijk. Keizer Constantius II (4e eeuw) deed nog een poging om met een kanaal water naar de haven te brengen. In de 5e eeuw gaven de Romeinen de strijd tegen de verzanding op. De citadel had te weinig werkkrachten nadat piraten de stad hadden geplunderd. In 526 en 528 werd de citadel bovendien getroffen door aardbevingen waarvan ze nooit meer herstelde. In 540 veroverden de Sassaniden dan ook moeiteloos het Byzantijns Seleucia Pieria.
In het jaar 970 heroverden de Byzantijnen Seleucia Pieria, kort nadien gevolgd door kruisvaarders uit het Westen. De Franken spraken niet van Seleucia Pieria maar van de Haven van de Heilige Simeon. Later veroverden de Ottomanen Antiochië en niet meer bruikbare haven Seleucia Pieria.
Tegenwoordig zijn er 2 Turkse dorpen naast de archeologische site: Soulidieh en Kaboucie, met enkele honderden inwoners. Weinig is nog bewaard van Seleucia Pieria.

## (Aarts)bisdom
Het eerste contact met het christendom was het verblijf van Paulus en Barnabas, zoals verhaald in de Handelingen der Apostelen, hoofdstuk 13. Ze maakten geen bekeerlingen in Seleucia Pieria.
Tijdens de regering van keizer Constantius II (4e eeuw) werd het christendom er ingevoerd zoals elders in het Romeinse Rijk. De bisschop van Seleucia Pieria was aanwezig op het Concilie van Nicea in het jaar 325. In de 6e eeuw werd Seleucia Pieria een aartsbisdom, onder het patriarchaat van Antiochië.
Sinds de 19e eeuw verleent de Rooms-Katholieke Kerk de titel van aartsbisschop van Seleucia Pieria als eretitel. Zo was Domenico Serafini titulair aartsbisschop van Seleucia Pieria.